# L.A. Woman (brano musicale)
L.A. Woman è una canzone della band statunitense di rock psichedelico The Doors. Questa è la canzone che dà il titolo all'omonimo album del 1971, l'ultimo album con il loro leader Jim Morrison prima della sua morte.
Alla fine della canzone, Morrison ripete la frase "Mr. Mojo Risin'", anagramma di Jim Morrison ed esplicito riferimento all'organo sessuale: "Mr. Mojo si alza, si alza. Continua ad alzarsi. Mr. Mojo si alza, Mr. Mojo si alza. Deve continuare ad alzarsi." La canzone è stata registrata nel locale di prove dei The Doors a Santa Monica Boulevard, West Hollywood, Los Angeles, nel dicembre del 1970 e nel gennaio del 1971. Morrison registra la sua parte vocale nel bagno dello studio. Parteciparono anche Marc Benno come chitarrista ritmico e Jerry Scheff al basso elettrico.
I Doors hanno eseguito solo una volta dal vivo in concerto L.A. Woman, nel corso del loro penultimo concerto a Dallas.

## Cover
- I Leningrad Cowboys nel 1988 sull'album 1917-1987.
- Billy Idol nel 1990 sull'album Charmed Life.
- Una versione remix di Paul Oakenfold di L.A. Woman è contenuta nell'episodio #1.02 della serie TV Californication.
- I Jane's Addiction reinterpretarono la canzone come parte del loro L.A. Medley che conteneva anche i brani Nausea della punk rock band X e Lexicon Devil dei Germs.
- I Particle con Robby Krieger, sull'album Transformations Live.
- I Days of the New reinterpretarono il brano sull'album tributo ai Doors, Stoned Immaculate: The Music of The Doors.
- "Weird Al" Yankovic come breve segmento all'inizio del suo "Polka Medley n° 45", nel suo secondo album di studio "Weird Al" Yankovic in 3-D.